# SATA International

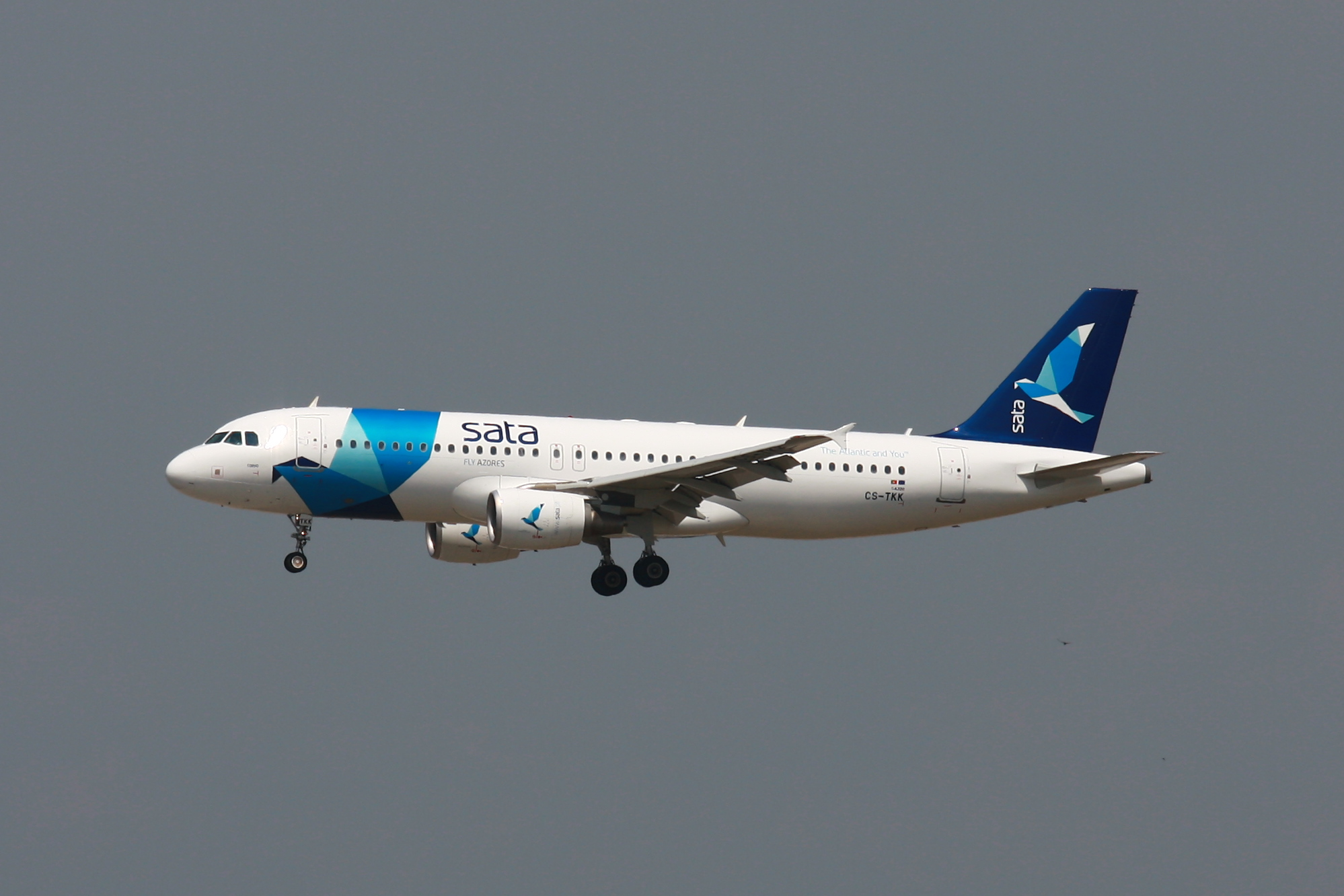
Airbus A320-214 авиакомпании SATA International

SATA Internacional Serviços E Transportes Aéreos, действующая как SATA International, — португальская авиакомпания со штаб-квартирой в Понта-Делгада (остров Сан-Мигел, Азорские острова), осуществляющая регулярные и чартерные пассажирские перевозки на остров Мадейра, континентальную часть Португалии, Европу, Северную Америку.
Портом приписки авиакомпании является Аэропорт имени Иоанна Павла II в Понта-Делгада.

## История
Авиакомпания OceanAir была образована в декабре 1990 года и в следующем году получила сертификат эксплуатанта с разрешением на выполнение чартерных пассажирских перевозок. В 1994 году в связи с финансовой нестабильностью компании OceanAir приостановила свою деятельность, а спустя короткое время её основным акционером (затем и полноправным владельцем) стала португальская авиакомпания SATA Air Açores. 20 февраля 1998 года OceanAir изменила своё официальное название на SATA International и возобновила операционную деятельность 8 апреля того же года.
После приобретения авиакомпанией SATA Air Açores 100 % акций SATA International в последнюю были переданы регулярные международные маршруты из Порта-Делгада в Лиссабон, Порту и на остров Мадейра. В настоящее время SATA International работает на нескольких трансатлантических направлениях таких, как регулярные рейсы из Фару в Торонто и другие. Авиаперевозчику принадлежат две компании-туроператора в Северной Америке: SATA Express в Канаде и Azores Express в Соединённых Штатах Америки.

## Ливрея
В передней части самолёта над первыми иллюминаторами белая часть фюзеляжа со стилизованным названием «SATA Internacional» переходит в часть голубого океана. Хвост самолёта окрашен в синий цвет с изображением официального логотипа авиакомпании.
В 2009 году в парке авиакомпании появился самолёт Airbus A320-214 (регистрационный номер CS-TKO) в особой ливрее. Лайнер носит название «Diáspora», его ливрея несёт три буквы сокращения «BIA», означающего объединение девяти Азорских островов под единое управление.

## Авиапроисшествия и несчастные случаи
- 4 августа 2009 года. Самолёт Airbus A320-214 (регистрационный номер CS-TKO), следовавший регулярным рейсом 129 допустил грубую посадку в Международном аэропорту Понта-Делгада, в результате чего основным стойкам шасси лайнера был нанесён значительный ущерб. Пострадавших в результате инцидента не было. Существуют неподтверждённые данные о том, что вертикальная перегрузка на первом касании самолёта полосы на посадке достигала 4,6G[3][4]. После ремонта самолёт продолжил работу на регулярных маршрутах с декабря 2009 года[5].